# Primera C (Argentina)
La Primera División C, acortada a  Primera C, es un campeonato correspondiente a la cuarta categoría del fútbol argentino para los clubes directamente afiliados a la AFA. Hasta 1986 fue la tercera categoría, ya que ese año se agregó la Primera B Nacional, que se constituyó en la segunda división, como vía de confluencia de las dos vertientes en que se dividió a los equipos: directa e indirectamente afiliados.

## Resumen histórico
El torneo se inició, con el nombre de Tercera División, en 1935. Como tal, ocupó el tercer nivel de la escala de las competiciones oficiales del fútbol argentino, hasta 1949.
En el año 1948 se sentaron las bases para una reforma en la disputa de los primeros concursos de la Asociación del Fútbol Argentino. Como consecuencia de ella, al finalizar el campeonato de 1949, utilizando criterios extradeportivos, se separó a los equipos de la Primera División B que no los cumplían, para integrar, a partir de 1950, la reflotada Segunda División. De esta manera, la segunda categoría siguió ocupada por la Primera División B, la Segunda División pasó a ser la tercera, y se desplazó a la Tercera División al cuarto escalón.
No obstante, en 1951 se jugó un certamen especial, que agrupó a los equipos de Segunda y Tercera División. A su término, el campeón ascendió a la Primera División B, mientras que el resto de los equipos volvieron a disputar los torneos interrumpidos, siendo reintegrados a sus respectivas categorías.
A partir de 1962, la Segunda División se renombró Primera División C, y la denominación informal Segunda División de Ascenso perduró hasta 1973. Desde 1974 se la designó por su nombre oficial. A partir de la temporada 1986/87, con la nueva reestructuración del fútbol argentino, que introdujo el Torneo Nacional B, pasó a ocupar el cuarto nivel de competencia y a llamársela Primera C.
Sin continuidad, tiene como antecesores a los distintos torneos de tercera categoría que se disputaron en el amateurismo, incluyendo el campeonato de Tercera División de la AFAP, organizado en 1933 y 1934, aunque los equipos que lo disputaron eran distintos. En 2024 la categoría se fusionó con la Primera D.

## Formato

### Ascensos
El certamen se disputa en dos zonas de trece y catorce equipos. El ganador de cada zona avanzará a la final, donde el ganador se consagrará campeón y obtendrá el ascenso. Los seis mejores equipos de cada zona y el perdedor de la final disputarán el Torneo Reducido por el segundo ascenso.

### Descensos
No habrá descensos, el equipo que termine en el último lugar en la tabla anual quedará desafiliado por un año.

## Equipos participantes
En el Campeonato de Primera C 2025 participan los siguientes veintisiete equipos:
| Equipo                                              | Ciudad            | Primera participación | Temporadas totales | Último retorno | Temporadas consecutivas desde último retorno | Ubicación en la tabla general de la temporada 2024 | Torneos ganados | Antigüedad |
| --------------------------------------------------- | ----------------- | --------------------- | ------------------ | -------------- | -------------------------------------------- | -------------------------------------------------- | --------------- | ---------- |
| Club Atlético Atlas                                 | General Rodríguez | 2021                  | 5                  | -              | -                                            | 14.º                                               | 0               | 73 años    |
| Club Atlético Argentino                             | Rosario           | 1950                  | 35                 | 2024           | 2                                            | 11.º                                               | 2               | 113 años   |
| Asociación Deportiva Berazategui                    | Berazategui       | 1977                  | 39                 | 2008-09        | 19                                           | 2.º                                                | 2               | 49 años    |
| Cañuelas Fútbol Club                                | Cañuelas          | 1996-97               | 20                 | 2025           | 1                                            | Primera B                                          | 1               | 114 años   |
| Club Atlético Social y Deportivo Camioneros         | 9 de Abril        | 2025                  | 1                  | -              | -                                            | Promocional Amateur                                | 0               | 15 años    |
| Club Social y Deportivo Central Ballester           | José León Suárez  | 1996-97               | 3                  | 2024           | 2                                            | 15.º                                               | 0               | 50 años    |
| Club Atlético Central Córdoba                       | Rosario           | 1950                  | 34                 | 2013-14        | 14                                           | 5.º                                                | 3               | 118 años   |
| Centro Social y Recreativo Español                  | Villa Sarmiento   | 2024                  | 2                  | -              | -                                            | 13.º                                               | 0               | 91 años    |
| Club Atlético Claypole                              | Claypole          | 1986-87               | 14                 | 2021           | 5                                            | 8.º                                                | 0               | 101 años   |
| Club Defensores de Cambaceres                       | Ensenada          | 1960                  | 41                 | 2024           | 2                                            | 19.º                                               | 2               | 103 años   |
| Club Deportivo Español de Buenos Aires              | Buenos Aires      | 1959                  | 18                 | 2019-20        | 7                                            | 4.º                                                | 2               | 68 años    |
| Club Atlético Deportivo Paraguayo                   | Buenos Aires      | 1992-93               | 10                 | 2024           | 2                                            | 25.º                                               | 0               | 63 años    |
| Club El Porvenir                                    | Gerli             | 1943                  | 28                 | 2024           | 2                                            | 16.º                                               | 2               | 109 años   |
| Escuela de Recreación y Deporte Estrella del Sur    | Alejandro Korn    | 2025                  | 1                  | -              | -                                            | Promocional Amateur                                | 0               | 19 años    |
| Club Atlético General Lamadrid                      | Buenos Aires      | 1978                  | 31                 | 2018-19        | 7                                            | 1.º                                                | 1               | 75 años    |
| Club Atlético Ituzaingó                             | Ituzaingó         | 1983                  | 25                 | 2024           | 2                                            | 7.º                                                | 0               | 88 años    |
| Asociación Social y Deportiva Justo José de Urquiza | Loma Hermosa      | 1936                  | 62                 | 2023           | 3                                            | 6.º                                                | 0               | 89 años    |
| Club Deportivo y Social Juventud Unida              | Muñiz             | 1992-93               | 7                  | 2024           | 2                                            | 22.º                                               | 0               | 75 años    |
| Club Deportivo y Mutual Leandro N. Alem             | General Rodríguez | 1958                  | 39                 | 2017-18        | 9                                            | 9.º                                                | 0               | 100 años   |
| Club Atlético Lugano                                | Tapiales          | 1988-89               | 8                  | 2024           | 2                                            | 24.º                                               | 0               | 109 años   |
| Club Luján                                          | Luján             | 1964                  | 51                 | 1993-94        | 34                                           | 10.º                                               | 0               | 89 años    |
| Club Mercedes                                       | Mercedes          | 2024                  | 2                  | -              | -                                            | 23.º                                               | 0               | 150 años   |
| Club Social Cultural y Deportivo Muñiz              | Muñiz             | 1982                  | 8                  | 2024           | 2                                            | 12.º                                               | 0               | 93 años    |
| Club Atlético Puerto Nuevo                          | Campana           | 1994-95               | 6                  | 2022           | 4                                            | 18.º                                               | 0               | 94 años    |
| Club Sportivo Barracas                              | Buenos Aires      | 2004-05               | 12                 | 2024           | 2                                            | 20.º                                               | 0               | 111 años   |
| Club Atlético Victoriano Arenas                     | Valentín Alsina   | 1974                  | 12                 | 2018-19        | 8                                            | 17.º                                               | 0               | 97 años    |
| Club Social y Deportivo Yupanqui                    | Ciudad Evita      | 2023                  | 3                  | -              | -                                            | 21.º                                               | 0               | 89 años    |

### Distribución geográfica de los equipos
| Jurisdicción                             | Cant. | Equipos |
| ---------------------------------------- | ----- | --- |
| Conurbano bonaerense                     | 13    | Berazategui, Camioneros, Central Ballester, Centro Español, Claypole, El Porvenir, Ituzaingó, J. J. de Urquiza, Juventud Unida, Lugano, Muñiz, Victoriano Arenas y Yupanqui |
| Interior de la provincia de Buenos Aires | 7     | Atlas, Cañuelas, Estrella del Sur, Leandro N. Alem, Luján, Mercedes y Puerto Nuevo                                                                                          |
| Ciudad de Buenos Aires                   | 4     | Deportivo Español, Deportivo Paraguayo, General Lamadrid y Sportivo Barracas                                                                                                |
| Ciudad de Rosario                        | 2     | Argentino, Central Córdoba |
| Gran La Plata                            | 1     | Defensores de Cambaceres |

## Palmarés

### Tercera categoría del fútbol argentino
| Tercera División | Tercera División | Tercera División |
| ---------------- | ---------------- | ---------------- |

| Temporada | N.º de equipos | Campeón              | Subcampeón           | Tercero           |
| --------- | -------------- | -------------------- | -------------------- | ----------------- |
| 1935      | 20             | Progresista          | 25 de Mayo           | Unión de Caseros  |
| 1936      | 17             | Sportivo Alsina      | Boulogne             | No hubo           |
| 1937      | 14             | Acassuso             | Los Andes            | No hubo           |
| 1938      | 18             | Los Andes            | Sportivo Palermo     | Sportivo Alsina   |
| 1939      | 10             | Boulogne             | Nueva Chicago        | Sportivo Alsina   |
| 1940      | 10             | Nueva Chicago        | Sportivo Alsina      | Central Argentino |
| 1941      | 12             | Sportivo Alsina      | J. J. Urquiza        | Liniers           |
| 1942      | 11             | Estudiantes (BA)     | Liniers              | Barracas Central  |
| 1943      | 10             | El Porvenir          | Sportivo Alsina      | Barracas Central  |
| 1944      | 9              | Barracas Central     | Argentino de Quilmes | San Telmo         |
| 1945      | 11             | Argentino de Quilmes | Colegiales           | San Telmo         |
| 1946      | 13             | All Boys             | Colegiales           | Sportivo Alsina   |
| 1947      | 15             | Colegiales           | Barracas Central     | San Telmo         |
| 1948      | 12             | Barracas Central     | Acassuso             | J. J. Urquiza     |
| 1949      | 11             | San Telmo            | J. J. Urquiza        | Acassuso          |

| Segunda División | Segunda División | Segunda División |
| ---------------- | ---------------- | ---------------- |

| Temporada | N.º de equipos | Campeón                | Subcampeón             | Tercero                  |
| --------- | -------------- | ---------------------- | ---------------------- | ------------------------ |
| 1950      | 8              | All Boys               | Tiro Federal (R)       | Argentino (R)            |
| 1951      | 16             | Tiro Federal (R)       | Central Córdoba (R)    | Argentino (R)            |
| 1952      | 8              | Central Córdoba (R)    | Colegiales             | El Porvenir              |
| 1953      | 12             | Defensores de Belgrano | Flandria               | San Telmo                |
| 1954      | 13             | El Porvenir            | Colegiales             | Flandria                 |
| 1955      | 15             | Colegiales             | Tiro Federal (R)       | Argentino (R)            |
| 1956      | 16             | San Telmo              | Los Andes              | Tiro Federal (R)         |
| 1957      | 15             | Los Andes              | Defensores de Belgrano | Barracas Central         |
| 1958      | 18             | Defensores de Belgrano | Argentino de Quilmes   | Almirante Brown          |
| 1959      | 18             | Deportivo Morón        | Argentino de Quilmes   | Almirante Brown          |
| 1960      | 18             | Deportivo Español      | Almirante Brown        | Defensores de Cambaceres |
| 1961      | 18             | San Telmo              | Colón                  | Talleres (RdE)           |

| Primera División C | Primera División C | Primera División C | Primera División C |
| ------------------ | ------------------ | ------------------ | ------------------ |

| Temporada | N.º de equipos | Campeón                | Subcampeón               | Tercero                |
| --------- | -------------- | ---------------------- | ------------------------ | ---------------------- |
| 1962      | 18             | Sportivo Italiano      | Villa Dálmine            | Defensores de Belgrano |
| 1963      | 18             | Villa Dálmine          | All Boys                 | Almagro                |
| 1964      | 18             | Arsenal                | Defensores de Cambaceres | Almirante Brown        |
| 1965      | 18             | Almirante Brown        | Estudiantes (BA)         | Fénix                  |
| 1966      | 18             | Estudiantes (BA)       | General Mitre            | Liniers                |
| 1967      | 17             | No hubo                | No hubo                  | No hubo                |
| 1968      | 17             | Comunicaciones         | J. J. Urquiza            | No hubo                |
| 1969      | 18             | Comunicaciones         | Central Córdoba (R)      | Talleres (RdE)         |
| 1970      | 22             | Talleres (RdE)         | Argentino de Quilmes     | Sarmiento (J)          |
| 1971      | 22             | Almagro                | Tigre                    | Argentino (R)          |
| 1972      | 20             | Defensores de Belgrano | Flandria                 | Sarmiento (J)          |
| 1973      | 20             | Central Córdoba (R)    | Dock Sud                 | Excursionistas         |
| 1974      | 20             | Sportivo Italiano      | Sarmiento (J)            | Villa Dálmine          |
| 1975      | 19             | Villa Dálmine          | El Porvenir              | Argentino de Quilmes   |
| 1976      | 19             | Deportivo Armenio      | Argentino de Quilmes     | Excursionistas         |
| 1977      | 19             | Sarmiento (J)          | Deportivo Español        | Deportivo Riestra      |
| 1978      | 20             | Talleres (RdE)         | Deportivo Morón          | Deportivo Español      |
| 1979      | 20             | Deportivo Español      | Deportivo Morón          | Lanús                  |
| 1980      | 20             | Deportivo Morón        | Central Córdoba (R)      | Lanús                  |
| 1981      | 20             | Lanús                  | Chacarita Juniors        | San Telmo              |
| 1982      | 20             | Villa Dálmine          | Defensores Unidos        | San Telmo              |
| 1983      | 20             | Argentino de Rosario   | Almagro                  | Talleres (RdE)         |
| 1984      | 20             | San Miguel             | Almagro                  | Colegiales             |
| 1985      | 20             | Defensa y Justicia     | Tristán Suárez           | Excursionistas         |
| 1986      | 20             | No hubo                | No hubo                  | No hubo                |

### Cuarta categoría del fútbol argentino
| Primera C | Primera C | Primera C |
| --------- | --------- | --------- |

| Torneos largos | Torneos largos | Torneos largos | Torneos largos |
| -------------- | -------------- | -------------- | -------------- |

| Temporada | N.º de equipos | Campeón                  | Subcampeón           | Tercero                  |
| --------- | -------------- | ------------------------ | -------------------- | ------------------------ |
| 1986-87   | 20             | Deportivo Laferrere      | San Telmo            | Excursionistas           |
| 1987-88   | 20             | Central Córdoba (R)      | Excursionistas       | Colegiales               |
| 1988-89   | 19             | Argentino de Quilmes     | Ituzaingó            | Leandro N. Alem          |
| 1989-90   | 19             | Berazategui              | Sarmiento (J)        | Defensores de Cambaceres |
| 1990-91   | 19             | Defensores de Cambaceres | Comunicaciones       | Luján                    |
| 1991-92   | 17             | Defensores de Belgrano   | Argentino de Quilmes | Dock Sud                 |

| Torneos Apertura y Clausura | Torneos Apertura y Clausura | Torneos Apertura y Clausura | Torneos Apertura y Clausura |
| --------------------------- | --------------------------- | --------------------------- | --------------------------- |

| Temporada | N.º de equipos | Campeón                  | Subcampeón           | Tercero                  |
| --------- | -------------- | ------------------------ | -------------------- | ------------------------ |
| 1992-93   | 18             | Colegiales               | Argentino de Quilmes | Flandria                 |
| 1993-94   | 19             | Defensores Unidos        | San Telmo            | Leandro N. Alem          |
| 1994-95   | 19             | Temperley                | Tristán Suárez       | Deportivo Merlo          |
| 1995-96   | 19             | Atlético Campana         | Leandro N. Alem      | General Lamadrid         |
| 1996-97   | 18             | Berazategui              | Brown de Adrogué     | Ituzaingó                |
| 1997-98   | 18             | Flandria                 | Ituzaingó            | Defensores de Cambaceres |
| 1998-99   | 18             | Defensores de Cambaceres | Atlético Campana     | Excursionistas           |

| Torneo largo | Torneo largo | Torneo largo | Torneo largo |
| ------------ | ------------ | ------------ | ------------ |

| Temporada | N.º de equipos | Campeón         | Subcampeón | Tercero  |
| --------- | -------------- | --------------- | ---------- | -------- |
| 1999-00   | 18             | Deportivo Merlo | Ituzaingó  | Dock Sud |

| Torneos Apertura y Clausura | Torneos Apertura y Clausura | Torneos Apertura y Clausura | Torneos Apertura y Clausura |
| --------------------------- | --------------------------- | --------------------------- | --------------------------- |

| Temporada | N.º de equipos | Campeón              | Subcampeón          | Tercero          |
| --------- | -------------- | -------------------- | ------------------- | ---------------- |
| 2000-01   | 18             | Ituzaingó            | Deportivo Laferrere | No hubo          |
| 2001-02   | 18             | Deportivo Laferrere  | Colegiales          | No hubo          |
| 2002-03   | 18             | Colegiales           | Villa Dálmine       | Argentino (M)    |
| 2003-04   | 19             | Argentino de Rosario | Barracas Central    | Sacachispas      |
| 2004-05   | 20             | Comunicaciones       | Colegiales          | Excursionistas   |
| 2005-06   | 20             | Deportivo Merlo      | Luján               | Barracas Bolívar |
| 2006-07   | 20             | Acassuso             | J. J. Urquiza       | Barracas Central |

| Torneos largos | Torneos largos | Torneos largos | Torneos largos |
| -------------- | -------------- | -------------- | -------------- |

| Temporada | N.º de equipos | Campeón           | Subcampeón               | Tercero                  |
| --------- | -------------- | ----------------- | ------------------------ | ------------------------ |
| 2007-08   | 20             | Colegiales        | Fénix                    | Deportivo Laferrere      |
| 2008-09   | 20             | Villa San Carlos  | Berazategui              | Excursionistas           |
| 2009-10   | 20             | Barracas Central  | Excursionistas           | Defensores Unidos        |
| 2010-11   | 20             | General Lamadrid  | Argentino de Merlo       | Talleres (RdE)           |
| 2011-12   | 20             | Villa Dálmine     | UAI Urquiza              | Defensores de Cambaceres |
| 2012-13   | 20             | UAI Urquiza       | Deportivo Laferrere      | Sacachispas              |
| 2013-14   | 20             | Sportivo Italiano | Defensores de Cambaceres | Deportivo Español        |

| Torneo de transición | Torneo de transición | Torneo de transición |
| -------------------- | -------------------- | -------------------- |

| Temporada | N.º de equipos | Campeón | Subcampeón | Tercero |
| --------- | -------------- | ------- | ---------- | ------- |
| 2014      | 20             | No hubo | No hubo    | No hubo |

| Torneo largo | Torneo largo | Torneo largo | Torneo largo |
| ------------ | ------------ | ------------ | ------------ |

| Temporada | N.º de equipos | Campeón   | Subcampeón     | Tercero             |
| --------- | -------------- | --------- | -------------- | ------------------- |
| 2015      | 20             | San Telmo | Talleres (RdE) | Deportivo Laferrere |

| Torneo de transición | Torneo de transición | Torneo de transición |
| -------------------- | -------------------- | -------------------- |

| Temporada | N.º de equipos | Campeón        | Subcampeón        | Tercero          |
| --------- | -------------- | -------------- | ----------------- | ---------------- |
| 2016      | 20             | Excursionistas | Sportivo Italiano | J. J. de Urquiza |

| Torneos largos | Torneos largos | Torneos largos | Torneos largos |
| -------------- | -------------- | -------------- | -------------- |

| Temporada | N.º de equipos | Campeón                                                                        | Subcampeón                                                                     | Tercero                                                                        |                                                                                |
| --------- | -------------- | ------------------------------------------------------------------------------ | ------------------------------------------------------------------------------ | ------------------------------------------------------------------------------ | ------------------------------------------------------------------------------ |
| 2016-17   | 20             | Sacachispas                                                                    | Defensores Unidos                                                              | Cañuelas                                                                       |                                                                                |
| 2017-18   | 20             | Defensores Unidos                                                              | Central Córdoba (R)                                                            | Argentino de Quilmes                                                           |                                                                                |
| 2018-19   | 20             | Argentino de Quilmes                                                           | Deportivo Armenio                                                              | Dock Sud                                                                       |                                                                                |
| 2019-20   | 19             | No hubo, debido a la cancelación del torneo a causa de la pandemia de covid-19 | No hubo, debido a la cancelación del torneo a causa de la pandemia de covid-19 | No hubo, debido a la cancelación del torneo a causa de la pandemia de covid-19 | No hubo, debido a la cancelación del torneo a causa de la pandemia de covid-19 |

| Torneo de transición | Torneo de transición | Torneo de transición | Torneo de transición |
| -------------------- | -------------------- | -------------------- | -------------------- |

| Temporada | N.º de equipos | Campeón  | Subcampeón | Tercero |
| --------- | -------------- | -------- | ---------- | ------- |
| 2020      | 19             | Cañuelas | No hubo    | No hubo |

| Torneos Apertura y Clausura | Torneos Apertura y Clausura | Torneos Apertura y Clausura | Torneos Apertura y Clausura |
| --------------------------- | --------------------------- | --------------------------- | --------------------------- |

| Temporada | N.º de equipos | Campeón            | Subcampeón          | Tercero |
| --------- | -------------- | ------------------ | ------------------- | ------- |
| 2021      | 19             | Dock Sud           | Berazategui         | No hubo |
| 2022      | 19             | Argentino de Merlo | Ferrocarril Midland | No hubo |

| Torneo largo | Torneo largo | Torneo largo | Torneo largo |
| ------------ | ------------ | ------------ | ------------ |

| Temporada | N.º de equipos | Campeón        | Subcampeón     | Tercero             |
| --------- | -------------- | -------------- | -------------- | ------------------- |
| 2023      | 19             | Excursionistas | San Martín (B) | Deportivo Laferrere |

| Torneos Apertura y Clausura | Torneos Apertura y Clausura | Torneos Apertura y Clausura | Torneos Apertura y Clausura |
| --------------------------- | --------------------------- | --------------------------- | --------------------------- |

| Temporada | N.º de equipos | Campeón    | Subcampeón       | Tercero |
| --------- | -------------- | ---------- | ---------------- | ------- |
| 2024      | 25             | Real Pilar | General Lamadrid | No hubo |

### Títulos por equipo
| Equipo                   | Campeonatos totales | Campeonatos de 3.ª categoría | Campeonatos de 4.ª categoría  | Subcampeonatos Totales | Subcampeonatos de 3.ª categoría  | Subcampeonatos de 4.ª categoría |
| ------------------------ | ------------------- | ---------------------------- | ----------------------------- | ---------------------- | -------------------------------- | ------------------------------- |
| Villa Dálmine            | 5                   | 3 (1963, 1975, 1982)         | 2 (1995-96, 2011-12)          | 3                      | 1 (1962)                         | 2 (1998-99, 2002-03)            |
| Colegiales               | 5                   | 2 (1947, 1955)               | 3 (1992-93, 2002-03, 2007-08) | 6                      | 4 (1945, 1946, 1952, 1954)       | 2 (2001-02, 2004-05)            |
| San Telmo                | 4                   | 3 (1949, 1956, 1961)         | 1 (2015)                      | 2                      | 0                                | 2 (1986-87, 1993-94)            |
| Defensores de Belgrano   | 4                   | 3 (1953, 1958, 1972)         | 1 (1991-92)                   | 1                      | 1 (1957)                         | 0                               |
| Central Córdoba (R)      | 3                   | 2 (1952, 1973)               | 1 (1987-88)                   | 4                      | 3 (1951, 1969, 1980)             | 1 (2017-18)                     |
| Barracas Central         | 3                   | 2 (1944, 1448)               | 1 (2009-10)                   | 2                      | 1 (1947)                         | 1 (2003-04)                     |
| Comunicaciones           | 3                   | 2 (1968, 1969)               | 1 (2004-05)                   | 1                      | 0                                | 1 (1990-91)                     |
| Sportivo Italiano        | 3                   | 2 (1962, 1974)               | 1 (2013-14)                   | 1                      | 0                                | 1 (2016)                        |
| Argentino de Quilmes     | 3                   | 1 (1945)                     | 2 (1988-89, 2018-19)          | 7                      | 5 (1944, 1958, 1959, 1970, 1976) | 2 (1991-92, 1992-93)            |
| Sportivo Alsina          | 2                   | 2 (1936, 1941)               | 0                             | 2                      | 2 (1940, 1943)                   | 0                               |
| Los Andes                | 2                   | 2 (1938, 1957)               | 0                             | 2                      | 2 (1937, 1956)                   | 0                               |
| Deportivo Morón          | 2                   | 2 (1959, 1980)               | 0                             | 2                      | 2 (1978, 1979)                   | 0                               |
| All Boys                 | 2                   | 2 (1946, 1950)               | 0                             | 1                      | 1 (1963)                         | 0                               |
| Estudiantes (BA)         | 2                   | 2 (1942, 1966)               | 0                             | 1                      | 1 (1965)                         | 0                               |
| El Porvenir              | 2                   | 2 (1943, 1954)               | 0                             | 1                      | 1 (1975)                         | 0                               |
| Deportivo Español        | 2                   | 2 (1960, 1979)               | 0                             | 1                      | 1 (1977)                         | 0                               |
| Talleres (RdE)           | 2                   | 2 (1970, 1978)               | 0                             | 1                      | 0                                | 1 (2015)                        |
| Acassuso                 | 2                   | 1 (1937)                     | 1 (2006-07)                   | 1                      | 1 (1948)                         | 0                               |
| Argentino (R)            | 2                   | 1 (1983)                     | 1 (2003-04)                   | 0                      | 0                                | 0                               |
| Defensores de Cambaceres | 2                   | 0                            | 2 (1990-91, 1998-99)          | 2                      | 1 (1964)                         | 1 (2013-14)                     |
| Defensores Unidos        | 2                   | 0                            | 2 (1993-94, 2017-18)          | 2                      | 1 (1982)                         | 1 (2016-17)                     |
| Deportivo Laferrere      | 2                   | 0                            | 2 (1986-87, 2001-02)          | 2                      | 0                                | 2 (2000-01, 2012-13)            |
| Excursionistas           | 2                   | 0                            | 2 (2016, 2023)                | 2                      | 0                                | 2 (1987-88, 2009-10)            |
| Berazategui              | 2                   | 0                            | 2 (1989-90, 1996-97)          | 2                      | 0                                | 2 (2008-09, 2021)               |
| Deportivo Merlo          | 2                   | 0                            | 2 (1999-00, 2005-06)          | 0                      | 0                                | 0                               |
| Tiro Federal (R)         | 1                   | 1 (1951)                     | 0                             | 2                      | 2 (1950, 1955)                   | 0                               |
| Almagro                  | 1                   | 1 (1971)                     | 0                             | 2                      | 2 (1983, 1984)                   | 0                               |
| Sarmiento (J)            | 1                   | 1 (1977)                     | 0                             | 2                      | 1 (1974)                         | 1 (1989-90)                     |
| Boulogne                 | 1                   | 1 (1939)                     | 0                             | 1                      | 1 (1936)                         | 0                               |
| Nueva Chicago            | 1                   | 1 (1940)                     | 0                             | 1                      | 1 (1939)                         | 0                               |
| Almirante Brown          | 1                   | 1 (1965)                     | 0                             | 1                      | 1 (1960)                         | 0                               |
| Deportivo Armenio        | 1                   | 1 (1976)                     | 0                             | 1                      | 0                                | 1 (2018-19)                     |
| Progresista              | 1                   | 1 (1935)                     | 0                             | 0                      | 0                                | 0                               |
| Arsenal                  | 1                   | 1 (1964)                     | 0                             | 0                      | 0                                | 0                               |
| Lanús                    | 1                   | 1 (1981)                     | 0                             | 0                      | 0                                | 0                               |
| San Miguel               | 1                   | 1 (1984)                     | 0                             | 0                      | 0                                | 0                               |
| Defensa y Justicia       | 1                   | 1 (1985)                     | 0                             | 0                      | 0                                | 0                               |
| Ituzaingó                | 1                   | 0                            | 1 (2000-01)                   | 3                      | 0                                | 3 (1988-89, 1997-98, 1999-00)   |
| Dock Sud                 | 1                   | 0                            | 1 (2021)                      | 1                      | 1 (1973)                         | 0                               |
| UAI Urquiza              | 1                   | 0                            | 1 (2012-13)                   | 1                      | 0                                | 1 (2011-12)                     |
| Argentino de Merlo       | 1                   | 0                            | 1 (2022)                      | 1                      | 0                                | 1 (2010-11)                     |
| Lamadrid                 | 1                   | 0                            | 1 (2010-11)                   | 1                      | 0                                | 1 (2024)                        |
| Temperley                | 1                   | 0                            | 1 (1994-95)                   | 0                      | 0                                | 0                               |
| Villa San Carlos         | 1                   | 0                            | 1 (2008-09)                   | 0                      | 0                                | 0                               |
| Sacachispas              | 1                   | 0                            | 1 (2016-17)                   | 0                      | 0                                | 0                               |
| Cañuelas                 | 1                   | 0                            | 1 (2020)                      | 0                      | 0                                | 0                               |
| Real Pilar               | 1                   | 0                            | 1 (2024)                      | 0                      | 0                                | 0                               |
| J.J. Urquiza             | 0                   | 0                            | 0                             | 4                      | 3 (1941, 1949, 1968)             | 1 (2006-07)                     |
| Tristán Suárez           | 0                   | 0                            | 0                             | 2                      | 1 (1985)                         | 1 (1994-95)                     |
| 25 de Mayo               | 0                   | 0                            | 0                             | 1                      | 1 (1935)                         | 0                               |
| Sportivo Palermo         | 0                   | 0                            | 0                             | 1                      | 1 (1938)                         | 0                               |
| Colón                    | 0                   | 0                            | 0                             | 1                      | 1 (1961)                         | 0                               |
| General Mitre            | 0                   | 0                            | 0                             | 1                      | 1 (1966)                         | 0                               |
| Tigre                    | 0                   | 0                            | 0                             | 1                      | 1 (1971)                         | 0                               |
| Chacarita Juniors        | 0                   | 0                            | 0                             | 1                      | 1 (1981)                         | 0                               |
| Leandro N. Alem          | 0                   | 0                            | 0                             | 1                      | 0                                | 1 (1995-96)                     |
| Brown de Adrogué         | 0                   | 0                            | 0                             | 1                      | 0                                | 1 (1996-97)                     |
| Luján                    | 0                   | 0                            | 0                             | 1                      | 0                                | 1 (2005-06)                     |
| Fénix                    | 0                   | 0                            | 0                             | 1                      | 0                                | 1 (2007-08)                     |
| San Martín (B)           | 0                   | 0                            | 0                             | 1                      | 0                                | 1 (2023)                        |
| Ferrocarril Midland      | 0                   | 0                            | 0                             | 1                      | 0                                | 1 (2022)                        |